# Farlowella oxyrryncha
Farlowella oxyrryncha és una espècie de peix de la família dels loricàrids i de l'ordre dels siluriformes.

## Morfologia
Els mascles poden assolir els 23 cm de longitud total.

## Distribució geogràfica
Es troba a Sud-amèrica: conques dels rius Amazones i Orinoco. També és present als rius costaners del nord-est del Brasil.